# Maria Katharina Kasper

Maria Katharina Kasper

Maria Katharina Kasper (* 26. Mai 1820 in Dernbach (Westerwald); † 2. Februar 1898 ebenda) ist eine Heilige der katholischen Kirche. Sie ist Gründerin der Kongregation (Ordensgemeinschaft) der Armen Dienstmägde Jesu Christi, Ordenskürzel: ADJC; umgangssprachlich benannt als Dernbacher Schwestern.
Maria Katharina Kasper wurde am 16. April 1978 von Papst Paul VI. seliggesprochen und am 14. Oktober 2018 von Papst Franziskus im Vatikan zu Rom heiliggesprochen.

## Leben
Katharina Kasper wurde als Tochter eines Bauern im Westerwald geboren. Sie entstammte der zweiten Ehe des Vaters. Er heiratete nach dem Tod seiner ersten Frau ein zweites Mal, auch um die vier Kinder aus der ersten Ehe versorgt zu wissen. Aus dieser zweiten Ehe entstammten ebenfalls vier Kinder. Ihr Vater starb am 26. Januar 1842. Kasper verdingte sich, nachdem sie bereits vorher in der elterlichen Landwirtschaft und beim Nebenerwerb ihres Vaters als Waldarbeiterin mitgeholfen hatte, als Tagelöhnerin. Sie erkannte schon als Kind ihre Berufung, Waisen, Armen und Kranken zu helfen. Um das Jahr 1845 gründete sie zusammen mit weiteren Frauen aus dem Dorf einen Verein, der sich der häuslichen Pflege von Kranken und Alten sowie der Kinderbetreuung widmete. 1848 erbaute Katharina Kasper – wie damals üblich – mit Unterstützung anderer Dorfbewohner ein eigenes Haus, in dem sie mit ihrer Mutter leben wollte. Diese starb jedoch noch vor dem Einzug. Katharina bezog das Haus dann mit einer Kranken. Die frühen Mithelfer ihrer Gruppe lebten weiterhin bei ihren Eltern. Erst deutlich später bezogen die ersten vier Mitglieder des späteren Vereins das Haus.

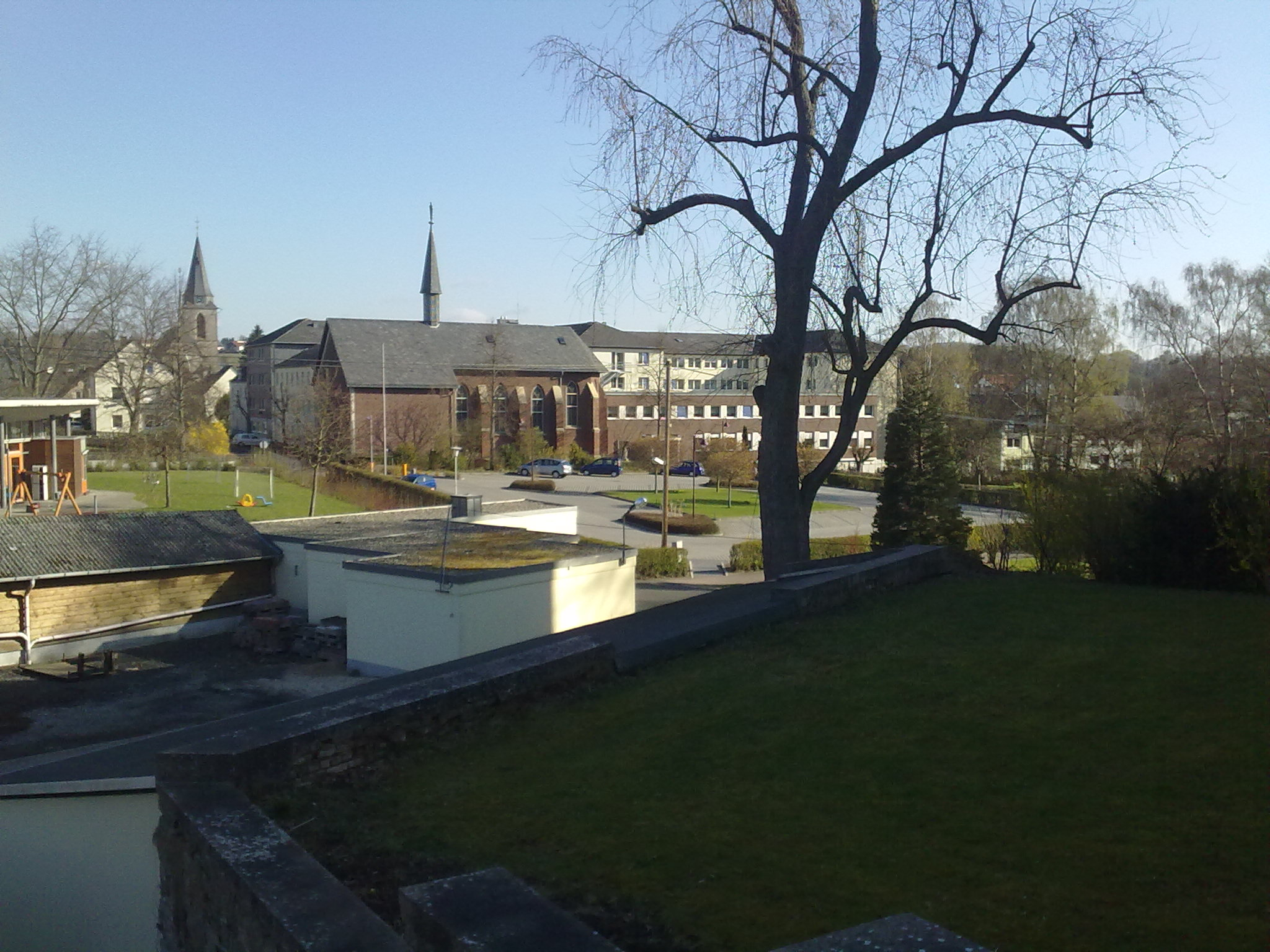
Das Kloster „Maria Hilf“ in Dernbach

Im Jahr 1851 entstand mit der kirchlichen Gutheißung durch den Limburger Bischof Peter Joseph Blum aus dem Verein die Genossenschaft der Armen Dienstmägde Jesu Christi. Ihr Gelübde legten Kasper und ihre vier Gefährtinnen am 15. August 1851, dem Fest Mariä Himmelfahrt, in der Pfarrkirche St. Bonifatius in Wirges vor dem Bischof von Limburg ab. Kasper nahm den Ordensnamen Maria an und wurde die erste Leiterin der Gemeinschaft. Rasch fand die Gemeinschaft beträchtlichen Zulauf und weitete ihre Arbeitsfelder aus. Die erste Niederlassung außerhalb von Dernbach wurde 1854 in Camberg gegründet. 1868 entstand in den USA die erste Niederlassung im Ausland, weitere wurden in den Niederlanden, England, Belgien, Böhmen und Luxemburg errichtet.
1870 wurde die Gemeinschaft vom Vatikan anerkannt und Maria Katharina Kasper als Generaloberin eingesetzt. Dies führte zu Konflikten mit dem bisherigen Superior, dem Geistlichen Rat Jakob Wittayer, „der sich gerne als Mitbegründer der Kongregation gesehen hätte“ und der sich schwer damit tat, ins zweite Glied zurückzutreten. 1890 erhielten die Armen Dienstmägde Jesu Christi die endgültige Genehmigung ihrer Konstitutionen durch Papst Leo XIII. und wurden eine Kongregation päpstlichen Rechts. Im Jahr 1895 übernahmen die Armen Dienstmägde Jesu Christi in Limburg eine höhere Mädchenschule und bauten sie weiter aus. Heute gehört die Marienschule Limburg zum Bistum Limburg. Im Jahr 1898, beim Tod Kaspers, zählte die Gemeinschaft 1725 Mitglieder in 193 Niederlassungen.
Das Grab von Maria Katharina Kasper befindet sich in Dernbach, in der Kirche des Klosters „Maria Hilf“ unter dem Altar.

## Selig- und Heiligsprechung
Am 16. April 1978 wurde sie von Papst Paul VI. seliggesprochen. Ihr Gedenktag in der Liturgie ist der 1. Februar.
Für eine Heiligsprechung setzten sich seit langem die Limburger Bischöfe ein, insbesondere der frühere Limburger Bischof Franz-Peter Tebartz-van Elst, der sie im Februar 2012 erbat, ebenso der mit Maria Katharina Kasper verwandte ehemalige Limburger Generalvikar Franz Kaspar. Am 6. März 2018 erkannte Papst Franziskus ein ihrer Fürsprache zugeschriebenes Wunder an. Ihr wird die Heilung eines indischen Kongregationsbruders zugesprochen, der im November 2011 nach einem Verkehrsunfall für klinisch tot erklärt worden sein soll, nach dem Gebet der Kongregationsschwestern mit der Anrufung der Gründerin jedoch zum Leben erwacht und genesen sei. Die Heiligsprechung fand im Rahmen der Bischofssynode zum Thema „Die Jugendlichen, der Glaube und die  Berufungsunterscheidung“ am 14. Oktober 2018 auf dem Petersplatz vor dem Petersdom des Vatikans in Rom statt.

## Ehrungen

### Maria Katharina Kasper als Namensgeberin
- Die ehemalige Maria Hilf Gruppe, ein Unternehmen des Gesundheits- und Sozialwesens, trägt seit 2013 mit Dernbacher Gruppe Katharina Kasper ihren Namen.[10]
- Die Orgel der Pfarrkirche St. Bonifatius in Wirges wurde aus Anlass der Heiligsprechung um ein Maria-Katharina-Kasper-Register erweitert.
- Am 20. Oktober 2019 weihte der Limburger Bischof Georg Bätzing eine von einer Limburger Familie gestiftete Glocke der Bistumsheiligen. Diese Glocke (Ton: c) vervollständigt das Geläut des Domes.[11]

### Philatelistisches
Mit dem Erstausgabetag 4. Juni 2020 gab die Deutsche Post AG zum 200. Geburtstag von Katharina Kasper ein Sonderpostwertzeichen im Nennwert von 155 Eurocent heraus. Der Entwurf stammt vom Grafiker Jens Müller aus Düsseldorf.

### Weitere Ehrungen
- 2024 wurde Maria Katharina Kasper im Rahmen des Projekts Frauenorte in die Liste der FrauenOrte NRW aufgenommen. Die Enthüllung einer Gedenktafel ist für den 13. Juni 2025 geplant.[13]